# Smalkaveldun
Smalkaveldun (Typha angustifolia) är en växtart i familjen kaveldunsväxter.

## Beskrivning
Typiskt är att de smala bladen är vridna några varv.

## Biotop
Grunt sötvatten, men kan förekomma även i bräckt vatten.

## Hybrider
Smalkaveldun bildar hybrider med andra arter där de möts. Hybriden med bredkaveldun (T. latifolia) har fått namnet Typha ×glauca Godron.

## Användning
De långa bladen är starka, och de har därför kommit till användning för att knyta samman knippen och buntar av diverse slag.

## Bygdemål
| Namn       | Trakt                 | Referens | Förklaring                                                        |
| ---------- | --------------------- | -------- | ----------------------------------------------------------------- |
|            |                       |          |                                                                   |
| Cigaretter |                       | [ 1 ]    |                                                                   |
| Dunkjävle  | Småland Västergötland | [ 2 ]    | Båda benämningarna används även för bredkaveldun, Typha latifolia |
| Kasgubbe   | Uppland               | [ 3 ]    | Båda benämningarna används även för bredkaveldun, Typha latifolia |

## Etymologi
- Angustifolia härleds från latin angust = smal och folium = blad. Angustifolia betyder sålunda smalbladig.